# The Sinking of the Titanic
The Sinking of the Titanic est une œuvre de musique classique minimaliste, composé par Gavin Bryars entre 1969 et 1972, qui rend hommage à l'orchestre du Titanic. Lors du naufrage, l'orchestre continue à jouer de la musique jusqu'à la fin. Selon un rapport d'Harold Bride, opérateur radio lors du naufrage, l'orchestre jouait une pièce intitulé Autumn pendant que le navire sombrait. Le but de Bryars lors de la composition de l'œuvre était de recréer le son que ce morceau devait avoir avec l'effet de réverbération dans l'eau : « the music goes through a number of different states, reflecting an implied slow descent to the ocean bed which give a range of echo and deflection phenomena, allied to considerable high frequency reduction ».